# 硒酸镝
硒酸镝是一种无机化合物，化学式为Dy2(SeO4)3，极易溶于水。

## 化学性质
硒酸镝受热分解，先生成亚硒酸盐，最后得到氧化物。它和氟化锂共热反应，可以得到Dy3(SeO3)4F。